# Le Livre de la jungle 2
Pour les articles homonymes, voir Le Livre de la jungle (homonymie).
Série
Le Livre de la jungle
(1967)
Pour plus de détails, voir Fiche technique et Distribution.
Le Livre de la jungle 2 (The Jungle Book 2), est le 79e long-métrage d'animation des studios Disney. Sorti en 2003, il est la suite du Livre de la jungle (1967).
Le film suit Mowgli qui vit dans le village des hommes depuis quelque temps et même s'il aime beaucoup sa nouvelle famille, son ami Baloo lui manque. Quand le jeune garçon veut jouer avec les autres enfants aux jeux qu'il a appris dans la jungle, le danger qu'il leur fait courir alerte son nouveau père adoptif. Celui-ci se fâche et lui défend de quitter le village. Malheureux, Mowgli se glisse discrètement au-dehors avec l'aide de ce bon vieux Baloo. Mais le garçon ignore que sa nouvelle amie, une petite fille nommée Shanti, s'inquiète pour lui. Surmontant sa peur, celle-ci se lance à sa poursuite dans la jungle avec l'aide du petit frère adoptif de Mowgli nommé Ranjan. Les choses se compliquent lorsque Kaa, le serpent hypnotiseur, décide de faire de Shanti son repas, et que Shere Khan, le tigre mangeur d'hommes ennemi de Mowgli, n'attend qu'une occasion pour se venger... La chasse est ouverte ; Mowgli, Shanti, Baloo et Ranjan devront faire front ensemble.

## Synopsis
Mowgli réside dans le Village des hommes avec Shanti qui l'a attiré, et il finit par être adopté par le chef du village, qui a une femme et un fils nommé Ranjan. Cependant, voulant retourner à la vie passionnante de la jungle, il a failli conduire les autres enfants du village dans la jungle, et le chef du village le punit pour avoir désobéi à ce qu'il a dit à Mowgli de ne pas quitter le village et de les mettre en danger.
Pendant ce temps, dans la jungle, Shere Khan était de retour bien décidé à se venger de sa défaite contre Mowgli. Baloo entre dans le village de l'homme et ramène Mowgli dans la jungle malgré les efforts de Bagheera et de l’esquad du Colonel Hathi; cependant, sans le savoir, Shere Khan était également entré dans le village, pour être attaqué par les villageois. Dans la poursuite qui a suivi, Shanti et Ranjan se faufilent dans la jungle pour sauver Mowgli, croyant que Baloo est un animal enragé qui l'a enlevé.
Bagheera apprend l'évasion de Mowgli du village lorsque les humains le cherchent dans la jungle, et soupçonne immédiatement Baloo. Mowgli demande à Baloo d'effrayer Shanti si elle apparaît, et se lamente de sa vie ennuyeuse dans le Village des hommes. Baloo et Mowgli se rendent au vieux temple du roi Louie (le roi à  déménagé), pour une fête. Cependant, lorsque les animaux de la jungle se moquent de Shanti et d'autres aspects de la vie de Mowgli dans le Village des hommes, Mowgli part avec colère. Il trouve Shanti et Ranjan, mais Baloo fait peur à Shanti. Lorsque la vérité sort que Mowgli a ordonné à Baloo de lui faire peur, Shanti et Ranjan s'enfuient, abandonnant Mowgli.
Baloo se rend compte que Mowgli manque à sa vie de village, mais quand Mowgli essaie de faire amende honorable avec ses amis humains, ils sont piégés par Shere Khan. Le tigre poursuit Mowgli et Shanti vers un temple abandonné construit au-dessus d'un lac de lave. Baloo demande à Bagheera de protéger Ranjan pendant qu'il va sauver Mowgli et Shanti. Après avoir confondu Shere Khan en frappant plusieurs gongs différents, la présence de Shanti est révélée à Shere Khan. Baloo attaque Shere Khan au sol, laissant à Mowgli et Shanti suffisamment de temps pour s'échapper, mais le tigre les poursuit jusqu'à une statue à travers une fosse de lave. Shere Khan est piégé dans l'embouchure de la statue, et elle s'effondre sur une grande pierre dans la lave en dessous.
Une fois débarrassé de Shere Khan, Baloo décide de laisser Mowgli retourner dans le Village des hommes avec Shanti et Ranjan, et Bagheera félicite fièrement Baloo d'avoir pris une sage décision. À son retour au Village des hommes avec Shanti et Ranjan, Mowgli se réconcilie avec le chef du village, qui s'excuse auprès de Mowgli pour ne pas avoir compris que la jungle faisait partie de son identité. Les enfants reviennent tous les jours pour visiter Baloo et Bagheera dans la jungle.

## Fiche technique
- Titre original : The Jungle Book 2
- Titre français : Le Livre de la jungle 2
- Réalisation : Steve Trenbirth, assisté d'Andrew Collins
- Scénario : Karl Geurs, assisté de Carter Crocker, David Reynolds, Tom Rogers, Roger S. H. Schulman et Evan Spiliotopoulos, David Reynolds (additionnel) d'après l'œuvre de Rudyard Kipling
- Conception graphique :
  - Direction artistique : Michael Peraza
  - Storyboard : Douglas Murphy (supervision)
  - Conception des personnages : Ritsuko Notani
  - Cadrage (Layout) : Alex Nicholas et  Stephen Lumley (supervision)
  - Décors : Beverley McNamara (supervision)
- Animation :
  - Supervision : Kevin Peaty, Kelly Baigent, Simon Ashton, Bob Baxter
  - Effets spéciaux : Del Larkin et Marvin Petilla (supervision)
  - Animation numérique (CGI) : Matt Jones
  - Mise au propre (Clean-up) : Nicola Flynn (supervision)
  - Intervalles (Inbetween) : Michael Pattison (supervision)
- Casting vocal et direction des dialogues : Jamie Thomason
- Musique :  Joel McNeely
  - Chansons : Lorraine Feather, Paul Grabowsky, Joel McNeely, Terry Gilkyson, Richard M. Sherman et Robert B. Sherman
- Montage : Peter Lonsdale et Christopher Gee (supervision film) ; Ronald Eng (supervision son)
- Producteurs délégués : Christopher Chase et Mary Thorne
- Production : Walt Disney Pictures[1] et Disneytoon Studios
- Société de distribution : Buena Vista Pictures Distribution (États-Unis) ; Gaumont Buena Vista International (France)
- Budget : 20 000 000 $
- Langue : anglais
- Format : Couleurs - 1,85:1 - Dolby Digital - SDDS - DTS
- Durée : 72 minutes
- Dates de sortie :
  - France : 5 février 2003
  - Belgique : 19 février 2003
  - États-Unis et Canada : 14 février 2003

## Distribution

### Voix originales
- Haley Joel Osment : Mowgli
- John Goodman : Baloo
- Mae Whitman : Shanti
- Connor Funk : Ranjan
- Bob Joles : Bagheera
- Tony Jay : Shere Khan
- John Rhys-Davies : Ranjan's father
- Veena Bidasha : Ranjan's mother
- Jim Cummings : Kaa / Colonel Hathi / M.C. Monkey
- Jimmy Bennett : Junior
- Phil Collins : Lucky
- Jeff Bennett : Buzzie the vulture
- Brian Cummings : Flaps the vulture
- Jess Harnell : Dizzy and Ziggy the vultures
- Devika Parikh : Shanti's mother

### Voix françaises
- Antoine Dubois : Mowgli
- Richard Darbois : Baloo
- Camille Donda : Shanti
- Gwenvin Sommier : Ranjan
- Gabriel Le Doze : Bagheera
- Dick Rivers : Shere Khan
- Saïd Amadis : le père de Ranjan
- Martine Irzenski : la mère de Ranjan
- Roger Carel : Kaa
- Vincent Grass : Colonel Hathi
- Marie-Charlotte Leclaire : Junior
- Didier Gustin : M.C.
- Emmanuel Jacomy : Veinard
- Boris Rehlinger : Buzzie le vautour
- Gérard Surugue : Flaps le vautour
- Patrice Dozier : Dizzy le vautour
- Olivier Granier : Ziggy le vautour
- Danièle Douet : la mère de Shanti
- Kelly Marot : une jeune villageoise
- Loïc Peyroux : un jeune villageois
- Philippe Catoire : un éléphant
- Magali Bonfils, Jean-Claude Donda, Pascal Renwick, Gaëlle Hervé : voix additionnelles
- Olivier Constantin, Jean-Claude Briodin, Georges Costa, Jennifer Costa, Karine Costa, Michel Costa, Jocelyne Lacaille, Martine Latorre, Graziella Madrigal, Dominique Poulain : chansons

- Version française
  - Studio de doublage : Dubbing Brothers[2]
  - Direction artistique : Barbara Tissier (dialogues), Georges Costa (chansons)
  - Adaptation : Luc Aulivier (dialogues et chansons inédites), Louis Sauvat et Christian Jollet (chansons du premier film)
  - Générique : Houcine Camara

### Voix québécoises
- Xavier Dolan : Mowgli
- Denis Mercier : Baloo
- Catherine Brunet : Shanti
- Mario Desmarais : Bagheera
- François-Nicolas Dolan : Ranjan
- Yves Corbeil : Shere Khan
- Marc Bellier : Kaa
- Pierre Chagnon : Père de Ranjan
- Christine Bellier : Mère de Ranjan
- Aubert Pallascio : Colonel Hathi
- Lawrence Arcouette : Junior
- Pierre Lacasse : Lucky
- Pierre Auger : M.C.
- Chœurs : Pierre Bédard, Luc Campeau, Dominique Faure, Monique Fauteux, Nancy Fortin, Catherine Léveillé, José Paradis, Vincent Potel

## Chansons du film
- Au rythme de la jungle ou Les Rythmes de la jungle au Québec (Jungle Rythm) - Mowgli, Shanti et les enfants du village
- Au rythme de la jungle ou Les Rythmes de la jungle au Québec (Jungle Rythm) - Mowgli
- Il en faut peu pour être heureux (Bare Necessities) - Baloo
- La Marche des éléphants ou La Marche du Colonel Hathi au Québec (Colonel Hathi's March) - Les éléphants
- Il en faut peu pour être heureux (reprise) - Baloo et Mowgli
- Sauvagerie ou Les Bêtes sauvages au Québec (W-I-L-D) - Baloo et les animaux
- Au rythme de la jungle ou Les Rythmes de la jungle au Québec (reprise) - Mowgli
- Il en faut peu pour être heureux (Finale) - Baloo, Mowgli et Shanti
- Je Veux Être comme vous (I Wanna Be Like You) (générique de fin) - Chanteur soliste

## Sorties cinéma
- France : 5 février 2003
- Suède, Norvège : 7 février 2003
- Chili : 13 février 2003
- États-Unis, Canada, Argentine, Finlande, Ukraine : 14 février 2003
- Belgique, Luxembourg, Suisse : 19 février 2003
- Hongrie, Pays-Bas : 20 février 2003
- Islande : 21 février 2003
- Grèce : 7 mars 2003
- Estonie : 14 mars 2003
- Pologne, Afrique du Sud : 21 mars 2003
- Autriche, Allemagne : 27 mars 2003
- Bulgarie : 28 mars 2003
- Italie : 4 avril 2003
- Australie, Nouvelle-Zélande, Fidji : 10 avril 2003
- Espagne, Lituanie, Mexique, Royaume-Uni, Irlande, Malte : 11 avril 2003
- Russie : 1er mai 2003
- Turquie : 16 mai 2003
- Égypte : 28 mai 2003

## Sorties vidéo
- France : 7 juillet 2003

## Autour du film
- Le Livre de la jungle 2 est le premier long-métrage de Steve Trenbirth.
- Le réalisateur a tenu à réutiliser certaines chansons déjà présentes dans Le Livre de la jungle (1967) afin de rendre hommage à l'original. On retrouve ainsi Il en faut peu pour être heureux citée à l'Oscar de la "Meilleure Chanson" en 1968.
- C'est Houcine, le finaliste de Star Academy 2, qui a été choisi pour chanter Être un homme comme vous, le générique de fin dans la version française.
- Le film fut un succès en Europe pour une suite de long métrage d'animation avec plus de 3 millions d'entrées en France. C'est l'un des rares longs métrages Disney à être sorti en première mondiale en France.
- Le personnage du Roi Louie n'apparaît pas dans la suite du film pas plus qu'Akela et les autres loups qui ont élevé Mowgli. Le Roi Louie est cependant mentionné plus d'une fois dans le film tandis qu'Akela et les loups semblent voués à l'oubli.
- Dans cette suite on ne retrouve qu'un seul doubleur français du premier opus : Roger Carel pour Kaa toutes les autres voix étant remplacées.

## Titre en différentes langues
- Anglais : The Jungle Book 2
- Espéranto : La Ĝangala Libro 2
- Finnois : Viidakkokirja 2
- Italien : Il libro della giungla 2
- Japonais : ジャングル・ブック2 (Jangaru・Bukku 2 : « Le Livre de la jungle 2 »)
- Hébreu : ספר הג'ונגל 2 (Sapar Egirangal 2)
- Hongrois : A Dzsungel Könyve 2
- Néerlandais : Jungle Boek 2
- Norvégien : Jungelboken 2
- Polonais : Księga Dżungli 2
- Russe : Книга джунглей 2 (Kniga djoungleï 2)
- Suédois : Djungelboken 2
- Tchèque : Kniha Džunglí 2
- Vietnamien : Cậu Bé Rừng Xanh 2 (« Garçon de la jungle 2 »)
- Espagnol : " El libro de la selva 2 "